# Dia de Colombo
O Dia de Colombo (em inglês: Columbus Day) ou Dia da Hispanidade (em espanhol: Día de la Hispanidad) é um feriado nacional que celebra a chegada de Cristóvão Colombo à América em 12 de outubro de 1492, sendo este também o dia dedicado à Nossa Senhora do Pilar, padroeira da Hispanidad. A data é comemorada em todos os países de Língua espanhola e também nos Estados Unidos. A denominação e as comemorações próprias desta data, porém, variam em cada um destes diversos países. Nos Estados Unidos dependendo do ano, pode celebrar-se entre em 8 e em 14 de outubro.

## A data
Em todos os países da América Latina, o Dia da Hispanidade comemora-se em 12 de outubro, por conta desta data ser historicamente aceita como sendo o dia da chegada de Cristóvão Colombo à América. Nos Estados Unidos, no entanto, o Dia de Colombo constitui-se num um feriado móvel, comemorado na segunda segunda-feira de Outubro e dedicado à influência também da cultura italiana. No Canadá, a data é somente reverenciada, pois coincide com o dia de Ação de Graças. No Brasil coincidentemente este dia é um feriado nacional, mas em comemoração à N. Sra. Aparecida. 

## Nomes
- Columbus Day (primeira celebração em 1792) - Estados Unidos [3]
- Discovery Day - Bahamas
- Día de la Raza / Día de Hispanidad - América Latina
- Día de la Raza (até 1957) / Día de la Hispanidad y Fiesta Nacional (a partir de 1958 e reconfirmado em 1982) - Espanha [4]
- Día del Respeto a la Diversidad Cultural - Argentina
- Dia da Descoberta da América / Dia da N. Sra. Aparecida - Brasil
- Día de las Américas - Uruguai